# Авдыш, Валерий Зедович
Вале́рий Зедович Авдыш (род. 11 ноября 1950, Житомир) — советский футболист, защитник; советский и украинский футбольный арбитр. Арбитр ФИФА.

## Биография
Завершив игровую карьеру, вернулся в Симферополь, где по рекомендации Георгия Ильякова стал обслуживать матчи местного чемпионата. Очень скоро уже дебютировал в профессиональном футболе. Судил матчи первенства УССР среди команд второй лиги. Работал главным арбитром на трёх матчах высшей лиги СССР (1991). С 1992 года работал арбитром или ассистентом арбитров чемпионата Украины по футболу (высший дивизион). В 1994 году назван «Лучшим арбитром Украины». Арбитр национальной категории и арбитр ФИФА. В первенствах СССР и Украины провёл 171 матч и 79 игр в качестве ассистента арбитра. Почти 20 лет возглавлял республиканскую федерацию футбола Крыма. Стал учредителем турнира памяти Виктора Юрковского в Алуште в 1995 году. Подготовил несколько известных футбольных рефери (Владимир Сиренко, Юрий Вакс, Анатолий Жабченко, Денис Шудрик, Юрий Волков).
В настоящее время работает в Крымском футбольном союзе, возглавляет Контрольно-дисциплинарный комитет.

## Семья
Младший брат футбольного функционера и тренера Заи Авдыша.